# СССР-В6
СССР-В6 (Осоавиахим) — дирижабль полужёсткого типа, построенный на дирижаблестроительной верфи комбината «Дирижаблестрой» на территории современного Долгопрудного.

## Строительство
Правильный опознавательный индекс дирижабля — «СССР-В6», однако и в большинстве документов того времени, и в литературе закрепилось неверное написание «СССР В-6».
В рамках намеченного правительством СССР плана решено было создать эскадру дирижаблей имени В. И. Ленина. В связи с этим были намечены названия будущих аппаратов первого выпуска: «Ленин», «Сталин», «Старый большевик», «Правда», «Клим Ворошилов», «Колхозник» и «Осоавиахим». Общее руководство постройкой полужёстких дирижаблей в СССР правительство возложило на известного итальянского конструктора Нобиле. При этом ведущим инженером по дирижаблестроению был назначен молодой советский конструктор Михаил Кулик (впоследствии с 1956 по 1959 годы начальник НИИ ГВФ и один из заместителей министра гражданской авиации СССР в период с 1964 по 1970 годы).
Проектирование корабля «ДП-4» (именно так будущий «СССР-В6» назывался в технической документации) Нобиле начал осенью 1932 года. Наибольшее сходство флагман советского дирижабельного флота имел с самым удачным аппаратом итальянского полужёсткого дирижабля «N-4» (известного как «Италия»), но при этом за счёт различных усовершенствований заметно отличался от предыдущей разработки Нобиле. Создаваемый на «Дирижаблестрое» аппарат во многом имел оригинальные инженерные решения. Для проекта советского дирижабля использовалось всего около десяти общих с итальянским дирижаблем «N-4» чертежей. А остальные 3000 рабочих чертежей советские конструкторы под руководством Нобиле разрабатывали «с чистого листа».
Строительство началось с изготовления бензиновых и балластных баков в январе 1933 года, и велось параллельно с проектными работами. В качестве прототипа будущего «СССР-В6» Нобиле спроектировал и построил в 1933 году малоразмерный полужёсткий дирижабль СССР-В5, по результатам испытаний которого в проект «ДП-4»/«СССР-В6» были внесены корректировки. Оболочка советского дирижабля, в отличие от «N-4», имела бо́льшую прочность, что было достигнуто за счёт использования новой технологии сшивания специально разработанного типа лекал. Килевая ферма (в которой размещалась проводка, 20 топливных баков, а также трап для доступа к моторным кабинам, носовой части и корме) проектировалась на основе оригинальных инженерных решений. Вместо технологии стягивания сборных узлов фермы проволокой с последующей опайкой, использованной для «N-4», в советском проекте дирижабля по предложению Михаила Кулика был спроектирован цельносварной киль, что позволило снизить вес конструкции на 30%.
Срок запуска дирижабля неоднократно сдвигался, 1 мая 1933 года, затем 16-я годовщина Октябрьской революции (ноябрь 1933 года), однако постройку завершить не удавалось из-за многочисленных затруднений конструкторско-технологического характера, нехватки материалов, оборудования, квалифицированной рабочей силы. Срок выпуска дирижабля в очередной раз был перенесён на 1 октября 1934 года, к январю 1934 года он был готов в среднем на 70—75%.
В июне 1934 года президиум центрального совета Осоавиахима, под патронажем которого строился дирижабль, было принято решение присвоить судну название «Осоавиахимовец» (фактическое же наименование корабля стало «Осоавиахим»).
Руководство СССР придавало немалое, во многом пропагандистское значение скорейшему появлению первого мощного советского воздушного корабля, и потому постройка флагманского корабля велась под непрерывным давлением «сверху» в «авральном» режиме. В частности, в июне и июле 1934 года площадку Дирижаблестроя посетили соответственно начальник Главного управления Гражданского воздушного флота СССР И. С. Уншлихт и нарком обороны СССР К. Е. Ворошилов, оба высказали недовольство низкими темпами строительства «СССР-В6». Однако отставание от графика было вызвано системными проблемами в организации работ. В результате и к октябрю 1934 года дирижабль всё ещё не был сдан. Фактический объём дирижабля составил 20000 м3 против планировавшихся 18500 м3. Ввиду многочисленных недоделок корабль к середине декабря 1934 года всё ещё находился в стадии заводских испытаний и не был передан в эксплуатацию.
Первый полёт «СССР-В6» состоялся лишь 5 ноября 1934 года, причём последние работы проводились буквально накануне старта. Продолжительность первого полёта составила 1 час 45 минут. В этом рейсе судном командовал сам Нобиле. Второй испытательный полёт 8 ноября 1934 года проходил над Москвой, его продолжительность составила 5 часов. Тогда на борту дирижабля были: У. Нобиле, начальник Дирижаблестроя А. Н. Флаксерман, командир корабля И. В. Паньков, штурвальные В. А. Устинович (штурвал направления) и В. Г. Лянгузов (штурвал высоты), а также другие члены экипажа. К декабрю 1934 года общая продолжительность трёх испытательных полётов составила 9 часов.
Дальнейшие испытания показали, что дирижабль «СССР-В6» обладает хорошими характеристиками и готов к применению в народном хозяйстве. Прежде всего, на нём планировалось осуществлять пассажирские перевозки большой дальности — между Москвой и Свердловском или Красноярском. Однако эти планы по ряду причин реализованы не были.

## Рекорд беспосадочного перелёта
29 сентября 1937 года «СССР-В6» вылетел из Долгопрудного и приземлился здесь же через 130 часов 27 минут, 4 октября 1937 года, установив мировой рекорд длительности беспосадочного перелёта. При этом корабль преодолел расстояние в 4800 км.
Экипажем из 16 человек командовал И. В. Паньков. Экипаж нёс вахты по 8 часов. На второй день полёта погода испортилась, порывистый ветер, плотная облачность, начался дождь. Пролетая над Новгородом, Шуей, Ивановым, Калининым, Брянском, Курском, Пензой, Воронежем, Васильсурском, дирижабль сбрасывал вымпелы с посланиями. 3 октября дирижабль пролетал над Долгопрудным, на земле всё было готово к его приёму, но экипаж попросил разрешения продлить полёт на 24 часа, чтобы побить рекорд дирижабля Zeppelin LZ-127. Командиру корабля разрешили продлить полёт до 17 часов 4 октября. «СССР-В6» летал в окрестностях Москвы и 4 октября в 17 часов 15 минут совершил посадку в Долгопрудном.
Таким образом, был установлен абсолютный мировой рекорд продолжительности беспосадочного полёта для всех типов воздушных судов. На тот момент длительность пребывания в воздухе для самолётов и дирижаблей уже не входила в перечень мировых рекордов, признаваемых Международной авиационной федерацией, поэтому результат «СССР-В6» не имеет соответствующего формального статуса и именуется неофициальным рекордом.

## Катастрофа

Колумбарные плиты погибших в катастрофе дирижабля на Новодевичьем кладбище Москвы

Памятный знак на вершине горы Небло

В феврале 1938 года экипаж В6 готовился к перелёту Москва — Новосибирск. В это время пришло сообщение о том, что льдина, на которой дрейфовала экспедиция И. Д. Папанина, раскололась, и требуется эвакуация экспедиции. Аэронавты обратились к руководству СССР с просьбой направить дирижабль для выполнения этой задачи.
5 февраля 1938 года в 19 часов 35 минут В6 вылетел из Москвы. 6 февраля в 12 часов дирижабль пролетел над Петрозаводском. В 19 часов дирижабль приближался к станции Кандалакша. Последняя радиограмма дирижабля была получена в 18 часов 56 минут.
Полёт проходил на высоте 300—450 метров (а затем около 200 м) в сложных метеорологических условиях: низкая облачность, снегопад, плохая видимость. Металлические части конструкции дирижабля обледенели. Дирижабль столкнулся с поверхностью земли в 150 м от вершины Небло-горы (67°02′58″ с. ш. 31°55′57″ в. д.), не обозначенной на имевшейся у экипажа полётной карте-десятивёрстке выпуска 1904 года. Возник сильный пожар. Из 19 членов экипажа погибли 13, трое получили лёгкие ранения, еще трое остались невредимы.
На рассвете 7 февраля одна из поисковых групп обнаружила, что дирижабль потерпел катастрофу в 18 км западнее станции Белое море. Со станции Кандалакша на помощь воздухоплавателям пришли спортсмены-лыжники и пограничники. Оставшиеся в живых аэронавты были доставлены в больницу Кандалакши.
12 февраля 1938 года погибших членов экипажа похоронили на Новодевичьем кладбище в Москве.

## Экипаж в последнем полёте
Погибли:
- Гудованцев, Николай Семёнович — первый командир
- Паньков И. В. — второй командир
- Дёмин С. В. — первый помощник командира
- Лянгузов В. Г. — второй помощник командира
- Кулагин Т. С. — третий помощник командира
- Ристлянд А. А. — первый штурман
- Мячков Г. Н. — второй штурман
- Коняшин Н. А. — старший бортмеханик
- Шмельков К. А. — первый бортмеханик
- Никитин М. В. — бортмеханик
- Кондрашев Н. Н. — бортмеханик
- Чернов В. Д. — бортрадист
- Градус Д. И. — бортсиноптик

Легко ранены:
- Почекин В. И. — четвёртый помощник командира
- Новиков К. П. — бортмеханик
- Бурмакин А. Н. — бортмеханик

Не получили ранений:
- Устинович В. А. — бортинженер
- Матюнин Д. И. — бортмеханик
- Воробьёв А. В. — инженер-радист (был прикомандирован к экипажу на время полёта на участке между Москвой и Мурманском)

## Память
- Экспозиция в Долгопрудненском историко-художественном музее
- В честь экипажа названа улица Аэронавтов в Кандалакше